# Craig Schira
Craig Schira, född 21 april 1988 i Saskatoon, Saskatchewan, är en kanadensisk före detta professionell ishockeyspelare. Efter att ha tillbringat sina sista ungdoms- och juniorår i WHL med Regina Pats och Vancouver Giants spelade Schira från och med 2009 tre säsonger i AHL med Binghamton Senators. Under sin andra säsong i klubben var han med och vann Calder Cup.
Från säsongen 2012/13 spelade Schira uteslutande i Europa. Den första säsongen tillbringade han med Frisk Asker i Eliteserien, där han vann backarnas skytteliga. De två efterföljande säsongerna spelade han för HPK i Liiga. Undantaget en halv säsong i DEL med Adler Mannheim spelade Schira i SHL mellan säsongerna 2015/16 och 2022/23, där han representerade Luleå HF, Rögle BK, HV71 och Linköping HC. Schira avslutade sin karriär 2024 efter att ha spelat en säsong för Graz 99ers i ICEHL.
I landslagssammanhang deltog Schira i U18-VM 2006 för Kanada.

## Karriär

### Klubblag

#### 2003–2015: WHL, AHL och flytt till Europa
Schira gjorde debut i WHL med Regina Pats säsongen 2003/04 och spelade med klubben fram till 2008. Säsongen 2006/07 var han assisterande lagkapten i laget. Sina två sista juniorår tillbringade Schira med seriekonkurrenten Vancouver Giants. Han gjorde sin poängmässigt bästa säsong i WHL 2008/09 då han noterades för 59 poäng (16 mål, 43 assist) på 71 matcher.
Vid 20 års ålder skrev Schira den 7 mars 2009 ett treårsavtal med Ottawa Senators i NHL. Han spelade dock aldrig för klubben, utan tillbringade samtliga tre år i farmarlaget Binghamton Senators i AHL. Han gjorde AHL-debut i en match mot Hartford Wolf Pack den 3 oktober 2009. I den efterföljande matchen, den 9 oktober, noterades han för sitt första mål i AHL, på Dan LaCosta, i en 2–6-seger mot Syracuse Crunch. Under denna säsong misslyckades laget att ta sig till Calder Cup-slutspelet och i sin debutsäsong i AHL noterades Schira för 21 poäng på 68 grundseriematcher (8 mål, 13 assist), vilket är hans poängbästa notering i ligan.
Säsongen 2010/11 spelade Schira 67 grundseriematcher för Binghamton och stod för 13 poäng, varav tre mål. I Calder Cup-slutspelet slog Binghamton ut Manchester Monarchs i den första rundan med 4–3 i matcher. Schira spelade samtliga av dessa matcher, men ådrog sig en skada och spelade sedan inte mer i slutspelet. Senators tog sig sedan till final där man besegrade Houston Aeros med 4–2 i matcher och därmed vann Calder Cup för första gången. Den efterföljande säsongen blev Schiras sista med Senators. Laget misslyckades att ta sig till slutspel efter att man slutat på sista plats i hela AHL. Schira stod för 13 poäng på 73 matcher (fyra mål, nio assist).
Efter tre säsonger med Binghamton bekräftades det den 25 juni 2012 att Schira lämnat Nordamerika för spel med den norska klubben Frisk Asker i Eliteserien. Han gjorde debut i ligan den 13 september samma år i en 2–3-förlust mot Stavanger Oilers. I den följande matchen, den 16 september, gjorde han sina två första mål i Eliteserien, på Rasmus Knutsen Stenebråten, i en 6–5-seger mot Tønsberg Vikings. Frisk Asker slutade på sjätte plats i grundserien. Schira blev trea backarnas poängliga och tvåa i lagets interna poängliga då han noterades för 35 poäng på 45 matcher. Med 17 gjorda mål vann han backarnas skytteliga i grundserien. I slutspelet slogs laget ut i kvartsfinal med 4–1 i matcher av Stavanger Oilers, som senare kom att vinna mästerskapet. Schira blev uttagen till säsongens All Star-lag i Norge.
Den 10 april 2013 meddelades det att Schira skrivit ett avtal med HPK i Liiga. Han var lagets poängmässigt bästa back säsongen 2013/14 då han noterades för 25 poäng på 54 matcher, varav nio mål. Säsongen därpå utökade han sin poängskörd ytterligare och var för andra året i följd lagets poängmässigt bästa back. På 55 grundseriematcher stod han för 28 poäng (5 mål, 23 assist). Inför säsongen utsågs han också till en av lagets assisterande lagkaptener. HPK misslyckades dock att ta sig till slutspel.

#### 2015–2024: SHL, DEL och ICEHL
Efter två år med HPK lämnade Schira Finland för spel i Sverige med Luleå HF i SHL, med vilka han skrivit ett tvåårsavtal den 26 mars 2015. Han gjorde SHL-debut den 17 september samma år i en match mot Växjö Lakers HC. Den 27 oktober 2015 gjorde han sitt första SHL-mål, på Patrick Galbraith, då han öppnade målskyttet i en 4–2-seger mot Karlskrona HK. Schira missade endast en match av grundserien och var Luleås poängmässigt bästa back med 16 poäng på 51 matcher (fyra mål, tolv assist). I SM-slutspelet slogs Luleå ut i semifinalserien av Frölunda HC med 4–2 i matcher. I slutspelet var han den i laget som gjorde flest assistpoäng (7). Under sin andra säsong med Luleå stod Schira för 15 poäng på 42 matcher, varav sex mål. Den 3 februari 2017 meddelades det att Schira blivit avstängd i tre matcher efter en tackling mot Jesper Jensen i en match mot Brynäs IF. Luleå slutade på nionde plats i grundserietabellen och slogs sedan ut i play-in av Malmö Redhawks med 2–0 i matcher.
Den 12 april 2017 bekräftades det att Schira skrivit ett tvåårskontrakt med seriekonkurrenten Rögle BK. Han utsågs omgående till en av Rögles assisterande lagkaptener. Han spelade samtliga 52 matcher av grundserien och var lagets poängbästa back med 28 poäng, varav fyra mål. Rögle slutade på elfte plats i tabellen och missade därmed att ta sig till SM-slutspel. Inför sin andra säsong i klubben utsågs Schira till ny lagkapten. Schira missade elva matcher av grundserien på grund av skador. Rögle slutade på nionde plats i grundserien och Schira stod för 14 poäng på 41 matcher (två mål, tolv assist).
Den 13 maj 2019 meddelades det att Schira förlängt sitt avtal med Rögle med ytterligare två säsonger. Han anslöt till klubben vid månadsskiftet september-oktober 2019 och spelade sin första match för säsongen den 3 oktober samma år. Efter att ha ådragit sig en skada under en träning i november 2019 var Schira borta från spel fram till början av januari 2020. Totalt spelade han 31 matcher av grundserien och noterades för två mål och tre assist. Rögle slutade på tredje plats i tabellen men på grund av Coronaviruspandemin 2019–2021 spelades inte SM-slutspelet. Efter att ha haft svårt att ta en ordinarie plats i Rögle säsongen 2020/21 meddelades det den 11 december 2020 att Schira lånats ut till seriekonkurrenten HV71 fram till den 1 januari 2021. Under denna period spelade han fyra matcher där han noterades för två mål. Kort därefter, den 31 december, bekräftades det att Schiras avtal med Rögle avslutats i förtid och att han skrivit ett avtal med Adler Mannheim för återstoden av säsongen.
Den 14 maj 2021 meddelades det att Schira återvänt till SHL då han skrivit ett tvåårsavtal med Linköping HC. Under de båda säsongerna i Linköping noterades Schira för fyra poäng (ett mål, tre assist). Båda säsongerna ådrog han sig också skador, vilka höll honom borta från spel i tolv, respektive 16 matcher. Efter att avtalet med Linköping löpt ut i mars 2023, meddelades det att Schira lämnat klubben.
Den 7 juli 2023 bekräftades det att Schira skirvit ett ettårsavtal med Graz 99ers i ICEHL. Detta kom att bli Schiras sista säsong som professionell ishockeyspelare och han utsågs till assisterande lagkapten för klubben. Totalt spelade han 38 grundseriematcher för Graz, där han noterades för sex assistpoäng. Han var den i laget som ådrog sig flest utvisningsminuter (54).

### Landslag
Schira blev uttagen till Kanadas lag vid U18-VM i Sverige 2006. Laget slutade på tredje plats i grupp B och slog ut Tjeckien i kvartsfinal efter en 4–1-seger. Man förlorade dock semifinalen mot Finland med 3–2 och föll även i den efterföljande bronsmatchen mot Tjeckien med 4–1. På sju matcher stod Schira för två assistpoäng.

## Statistik

### Klubblag
| 2003–04    | Regina Pats         | WHL         | 2   | 0  | 0  | 0  | 2   | —  | — | — | — | — |
| 2004–05    | Regina Pats         | WHL         | 60  | 1  | 7  | 8  | 25  | —  | — | — | — | — |
| 2005–06    | Regina Pats         | WHL         | 71  | 5  | 28 | 33 | 72  | 6  | 1 | 1 | 2 | 2 |
| 2006–07    | Regina Pats         | WHL         | 71  | 3  | 23 | 26 | 74  | 10 | 0 | 0 | 0 | 4 |
| 2007–08    | Regina Pats         | WHL         | 2   | 0  | 1  | 1  | 0   | —  | — | — | — | — |
| 2007–08    | Vancouver Giants    | WHL         | 63  | 8  | 22 | 30 | 58  | 10 | 0 | 1 | 1 | 0 |
| 2008–09    | Vancouver Giants    | WHL         | 71  | 16 | 43 | 59 | 46  | 17 | 2 | 4 | 6 | 4 |
| 2009–10    | Binghamton Senators | AHL         | 68  | 8  | 13 | 21 | 27  | —  | — | — | — | — |
| 2010–11    | Binghamton Senators | AHL         | 67  | 3  | 10 | 13 | 18  | 7  | 0 | 1 | 1 | 0 |
| 2011–12    | Binghamton Senators | AHL         | 73  | 4  | 9  | 13 | 27  | —  | — | — | — | — |
| 2012–13    | Frisk Asker         | Eliteserien | 45  | 17 | 18 | 35 | 51  | 5  | 0 | 4 | 4 | 4 |
| 2013–14    | HPK                 | Liiga       | 54  | 9  | 16 | 25 | 16  | —  | — | — | — | — |
| 2014–15    | HPK                 | Liiga       | 55  | 5  | 23 | 28 | 48  | —  | — | — | — | — |
| 2015–16    | Luleå HF            | SHL         | 51  | 4  | 12 | 16 | 16  | 11 | 0 | 7 | 7 | 2 |
| 2016–17    | Luleå HF            | SHL         | 42  | 6  | 9  | 15 | 43  | 2  | 1 | 0 | 1 | 0 |
| 2017–18    | Rögle BK            | SHL         | 52  | 4  | 24 | 28 | 28  | —  | — | — | — | — |
| 2018–19    | Rögle BK            | SHL         | 41  | 2  | 12 | 14 | 12  | 2  | 0 | 0 | 0 | 0 |
| 2019–20    | Rögle BK            | SHL         | 31  | 2  | 3  | 5  | 6   | —  | — | — | — | — |
| 2020–21    | Rögle BK            | SHL         | 6   | 0  | 0  | 0  | 0   | —  | — | — | — | — |
| 2020–21    | HV71                | SHL         | 4   | 2  | 0  | 2  | 0   | —  | — | — | — | — |
| 2020–21    | Adler Mannheim      | DEL         | 25  | 2  | 1  | 3  | 12  | 6  | 0 | 1 | 1 | 0 |
| 2021–22    | Linköping HC        | SHL         | 40  | 1  | 3  | 4  | 16  | —  | — | — | — | — |
| 2022–23    | Linköping HC        | SHL         | 36  | 1  | 3  | 4  | 8   | —  | — | — | — | — |
| 2023–24    | Graz 99ers          | ICEHL       | 38  | 0  | 6  | 6  | 54  | —  | — | — | — | — |
| SHL totalt | SHL totalt          | SHL totalt  | 303 | 22 | 66 | 88 | 129 | 15 | 1 | 7 | 8 | 2 |
| AHL totalt | AHL totalt          | AHL totalt  | 208 | 15 | 32 | 47 | 72  | 7  | 0 | 1 | 1 | 0 |

### Internationellt
| År            | Lag           | Turnering     | Matcher | Mål | Assists | Poäng | Utv. |
| ------------- | ------------- | ------------- | ------- | --- | ------- | ----- | ---- |
| 2006          | Kanada U18    | U18-VM        | 7       | 0   | 2       | 2     | 8    |
| Junior totalt | Junior totalt | Junior totalt | 7       | 0   | 2       | 2     | 8    |